# Букачівці (станція)
Букачі́вці — проміжна залізнична станція Івано-Франківської дирекції Львівської залізниці на неелектрифікованій лінії Ходорів — Хриплин між станціями Бурштин (12,5 км) та Журавно (10 км). Розташована в однойменному селищі Івано-Франківського району Івано-Франківської області.

## Історія
Станція відкрита 1866 року під введення в експлуатацію Львівсько-Чернівецько-Ясської залізниці, яку було зведено в дуже короткі терміни — 267-кілометрова залізниця зведена за 18 місяців. Перший поїзд до Чернівців прибув 1 вересня 1866 року. Залізницю будували не лише дуже швидко, але й з полегшеними технічними умовами, отож перша залізнична аварія на цій лінії сталася у 1868 році — під потягом завалився міст системи Шліфкорна.
4 вересня 1907 року, близько 20:00, сталася залізнична аварія між станціями Букачівці та Журавно на колишній Львівсько-Чернівецькій залізниці — з рейок зійшов пасажирський поїзд, який відбув зі Станіславова у напрямку Львова о 17:24. Як повідомила газета «Kurjer Stanisławowski», внаслідок аварії загинуло двоє осіб та ще п'ятеро постраждали. Причинами аварії стали пошкодження залізничного полотна через проливні дощі, а також перевищення швидкості пасажирським поїздом.

## Пасажирське сполучення
На станції Букачівці зупиняються приміські поїзди сполученням Івано-Франківськ — Ходорів.